# 東部艦隊即応センター
東部艦隊即応センター（Fleet Readiness Center East, FRCE）は、ノースカロライナ州ハブロックのチェリー・ポイント海兵隊航空基地に所在するアメリカ海軍の航空機関連の修理および整備施設である。この施設は、海軍の海軍即応センター・コマンドの7つの主要隷下部隊のうちの1つに位置づけられている。

## 歴史
東部艦隊即応センターは、第二次世界大戦中に、組立・修理部（Assembly and Repair Deartment, A&R）として、ノースカロライナ州チェリー・ポイント海兵隊航空基地でその運用を開始した。1943年12月16日に創設された当時の総面積は、500,000平方フィートを超えていた。
1960年代に入ると、航空機修理用の地積を確保するため、総面積が大幅に拡大された。1967年4月には、海軍航空システム・コマンド（NAVAIR）隷下の独立したコマンドである海軍航空機整備施設（Naval Air Rework Facility）へと改編された。さらに、1987年3月には、チェリー・ポイント海軍航空補給処（Naval Aviation Depot Cherry Point）へと改称された。
1990年の砂漠の盾作戦の際には、エンジン、各種構成品、機体、地上支援機材を供給するとともに、各地に現地整備チームを派遣して、飛行隊を支援した。
2005年の基地閉鎖および再編に伴い、2006年10月をもって東部艦隊即応センターへと改編および改称された。
2017年には、最初のF-35CライトニングⅡを受け入れ、その改修および改良を完了して、F-35の補給処レベル航空整備施設としての地位を確立した。2017年現在、東部艦隊即応センターは、ノースカロライナ州東部における最大の産業関連雇用主である。 東部艦隊即応センターの職員は、3,800名の海兵隊員、海軍兵士および軍属で構成されており、2018年の年間総給与額は2億7,700万USドルである。

## 任務
アメリカ海軍が有する6つの艦隊即応センターのうちの1つである東部艦隊即応センターは、1940年代の運用開始以来、機体、エンジンおよび各種構成品の整備、修理およびオーバーホールを実施して、回転翼機の維持を支援している。また、修理や整備だけではなく、海軍／海兵隊の機体に関する技術および兵站支援も行っている。
支援を担任している機種は、
固定翼機
- AV-8 ハリアーⅡ/TAV-8B ハリアーⅡ
- F/A-18 ホーネット
- F-35B ライトニングⅡ
- EA-6B プラウラー
- C-130 ハーキュリーズ

回転翼機
- AH-1W スーパーコブラ/Z ヴァイパー
- UH-1N ヒューイ/Y ヴェノム
- CH-53E スーパースタリオン/MH-53E シードラゴン
- H-3 シーキング
- H-60 シーホーク

垂直離着陸機
- V-22 オスプレイ

である。